# Kdo přežije: Hrdinové proti padouchům
Kdo přežije: Hrdinové proti padouchům (v anglickém originále Survivor: Heroes vs. Villains) je dvacátá sezóna televizní reality show Kdo přežije. Tentokrát poprvé v historii budou bojovat Hrdinové proti Padouchům. Většina lidí si myslí že podtitul jsou Hrdinové VS. Zloduši jenže Prima Cool Zloduchy pojmenovala Padouchové. Jedná se o jednu z nejlepších řad vůbec, tato řada začíná tzv. dílem 0 kde se seznamíte se všemi účastníky 20 řady + se v tomto dílé objeví minulé charaktery například: Richard Hatch (1,8), Elisabeth Filarski Hasselbeck (2) .

## Základní informace
| Počet dní:         | 39                          |
| Počet trosečníků:  | 20                          |
| Počet kmenů:       | 2                           |
| Počet finalistů:   | 3                           |
| Tajné imunity:     | Ano                         |
| Vítěz:             | Sandra Diaz-Twine 6 – 3 – 0 |
| Lokalita natáčení: | Upolu, Samoa                |
| Země:              | Samoa                       |
| Natáčení začalo:   | 9. 8. 2009                  |
| Natáčení skončilo: | 16. 9. 2009                 |
| Vysíláno od:       | 11. 2. 2010                 |
| Vysíláno do:       | 16. 5. 2010                 |
| Předchozí řada:    | Kdo přežije: Samoa          |
| Následující řada:  | Kdo přežije: Nikaragua      |

## Seznam navrátilců
| Redemption Island (2010)                           | Rob Mariano, Russell Hantz                                     |
| South Pacific (2011)                               | Coach Wade                                                     |
| Blood vs. Water (2013)                             | Candice Woodcock, Rupert Boneham, Tyson Apostol                |
| Game Changers (2016)                               | Cirie Fields, JT Thomas, Sandra Diaz-Twine                     |
| Australian Survivor: Champions v Contenders (2018) | Russell Hantz                                                  |
| Winners at War (2019)                              | Parvati Shallow, Rob Mariano, Sandra Diaz-Twine, Tyson Apostol |

## Seznam soutěžících

### Seznam účastníků, kteří mohli být v této řadě
- Richard Hatch (Borneo): měl být ve 20 řadě jako padouch, ale kvůli nezaplacení daně z výhry dostal 51 měsíců vězení ve federální věznici. Během natáčení sice už měl jen domácí vězení, ale nemohl jet, protože nesměl opustit zemi.
- Ace Gordon (Gabon): původně byl v kmeni Villains (Padouchů), 3 dny před natáčením byl ale vyškrtnut
- Brian Heidik (Thajsko): zvažoval se jeho návrat, Brian ale nebyl spokojený s malou finanční nabídkou
- Jon Dalton (Perlové ostrovy): vyřazený z castu kvůli jeho "quitu" v Mikronésii
- Jonathan Penner (Cookovy ostrovy): nahrazen na poslední chvíli Russellem Hantzem
- Michael Skupin (Austrálie): produkce zvažovala jeho návrat
- Natalie Bolton (Mikronésie): vyškrtnutá na poslední chvíli
- Ozzy Lusth (Cookovy ostrovy): produkce zvažovala jeho návrat
- Jenna Lewis (Borneo): produkce zvažovala její návrat
- Rudy Boesch (Borneo): produkce zvažovala jeho návrat, neobsazený kvůli vysokému věku
- Shane Powers (Panama): nahrazený Pennerem, který byl nahrazený Hantzem
- Terry Deitz (Panama): produkce zvažovala jeho návrat
- Twila Tanner (Vanuatu): vyškrtnutá na poslední chvíli
- Yul Kwon (Cookovy ostrovy): produkce zvažovala jeho návrat
- Amy O'Hara (Guatemala): byla pozvaná v případě, že se Candice nezúčastní
- Yau-Man Chan (Fidži): odmítl kvůli práci
- Hunter Ellis (Polynésie): odmítl nabídku
- Corinne Kaplan (Gabon): odmítla kvůli práci, nahrazena Danielle DiLorenzo
- Shii Ann Huang (Thajsko): odmítla, byla po porodu
- Elisabeth Filarski (Austrálie): odmítla nabídku
- Danni Boatwright (Guatemala): odmítla nabídku
- Sierra Reed (Tocantins): odmítla nabídku
- Taj Johnson-George (Tocantins): odmítla nabídku
- Alicia Calaway (Austrálie): odmítla nabídku
- Erik Reichenbach (Mikronésie): alternativa, pokud někdo odmítne nabídku
- Earl Cole: produkce zvažovala jeho návrat